# 秘密協奏曲
《秘密協奏曲》是服部充的日本漫畫作品，在白泉社青年漫畫雜誌《Young Animal あいらんど》連載，全5話。
2005年在《Young Animal あいらんど》no.3刊載短篇作品、並且經歷4年的空窗期，從2009年到2011年期間連續刊載4話、正式完結。單行本全1集，東立出版社代理台灣中文版。

## 概要
跟以往服部充的其他作品不同、本作是以百合為主題所創作的系列作品。
每回的主角都由不同人擔當，統稱協奏曲系列：
1. 以同間學校作為舞台（不同時期的架構）。
2. 跟社團活動有關的故事。
3. 一定會有親吻場景入鏡。

以上是每篇最基本的共通要素。
2005年5月的初次刊載到6年後的2011年7月正式單行本化。

## 各話列表
| 話數         | 副標題                 | 中文副標題       | 刊載號 | 發售日        |
| ------------ | ---------------------- | ---------------- | ------ | ------------- |
| 1st movement | Melody                 | Melody 旋律      | no.3   | 2005年5月25日 |
| 2nd movement | Longing あこがれ       | Longing 景仰     | no.8   | 2009年3月27日 |
| 3rd movement | Spice スパイス         | Spice 香料       | no.9   | 2009年8月21日 |
| 4th movement | Innocent               | Innocent 純真    | no.10  | 2009年12月9日 |
| 5th movement | Rendez-vous ランデブー | Rendez-vous 結合 | no.15  | 2011年5月27日 |

## 單行本
- 『コンチェルト』 白泉社〈JETS COMICS〉、全1卷
2011年8月5日初版發行（2011年7月29日發售）、ISBN 978-4-592-14320-8
- 『秘密協奏曲』 東立出版〈百合姬〉、全1卷
2012年12月5日、ISBN 978-986-317-992-4